# Quận Clay, Iowa
Quận Clay là một quận thuộc tiểu bang Iowa, Hoa Kỳ. Quận lỵ đóng ở Spencer6. Quận được đặt tên theo
Dân số theo điều tra năm 2000 của Cục điều tra dân số Hoa Kỳ là người.

## Địa lý
Theo Cục điều tra dân số Hoa Kỳ, quận này có diện tích km2, trong đó có km2 là diện tích mặt nước.